# Lottie Dod
Charlotte "Lottie" Dod (Bebington, 24 de Setembro de 1871 - Swan, 27 de Junho de 1960) foi uma multi-esportista britânica.
Tenista ganhadora de cinco títulos de Wimbledon, foi golfista, jogadora de hóquei sobre grama e arqueira como esportes destacados, ganhou medalhas olímpicas no hóquei e no arco e flecha dos Jogos Olímpicos de Verão de 1908.

## Grand Slam finais

### Simples (5 títulos)
| Resultado | Ano   | Torneio   | Oponente                 | Placar        |
| Campeã    | 1887  | Wimbledon | Blanche Bingley Hillyard | 6–2, 6–0      |
| Campeã    | 1888  | Wimbledon | Blanche Bingley Hillyard | 6–3, 6–3      |
| Campeã    | 18911 | Wimbledon | Blanche Bingley Hillyard | 6–2, 6–1      |
| Campeã    | 1892  | Wimbledon | Blanche Bingley Hillyard | 6–1, 6–1      |
| Campeã    | 1893  | Wimbledon | Blanche Bingley Hillyard | 6–8, 6–1, 6–4 |